# Павло Демитрович
Павло Демитрович (пол. Paweł Demitrowicz; 80-ті рр. 16 ст. — 1641) — історик і богослов.

## Біографія
Походив зі сполонізованої білоруської шляхти. Навчався в кальвіністській гімназії м. Вільно (нині м. Вільнюс). Був пастором і викладачем. Будучи вихователем шляхтича Щ. Пжилубського, здійснив подорож по Європі, навчався разом зі своїм підопічним у німецьких університетах. 1614 надрукував свою першу працю з теології. Від 1615 року — помічник ректора Віленської кальвіністської гімназії, після 1616 року — її ректор. Написав і видав кілька панегіриків латиною та польською мовою. В 1620-х — на поч. 30-х рр. — вихователь князів Януша Радзивілла і (пізніше) Богуслава Радзивілла. Від 1632 — пастор у замку Радзивіллів під Вільно. Згодом — ректор гімназії в Слуцьку (нині місто Мінської області, Білорусь).
Основним твором Демитровича є польськомовний «Компендіум», написаний у Вільно 1624, виданий наступного року в друкарні, що діяла неподалік м. Новогрудок у м. Любча (нині селище міського типу; обидва нині Гродненської області, Білорусь). Основним джерелом при написанні «Компендіуму» для Демитровича слугували хроніки: Марціна та Йоахима Бєльських, Алессандро Гваньїні, Станіслава Сарницького, Мацея Стрийковського й, особливо, Мартіна Кромера. Були використані також особисті спогади.
В центрі уваги Демитровича — військово-політична й церковна історія Речі Посполитої, певне місце відводилося також історії України, найбільше — періодові Київської Русі. Демитрович прагнув дати максимально стислий виклад подій, тому його «Компендіум» став своєрідним підручником. Цей твір був добре відомий українським літописцям, наприклад, Яну Бінвільському та авторові українського хронографа 2-ї редакції, прізвище якого не встановлене.